# Centropyge debelius
Centropyge debelius är en fiskart som beskrevs av Pyle, 1990. Centropyge debelius ingår i släktet Centropyge och familjen Pomacanthidae. IUCN kategoriserar arten globalt som livskraftig. Inga underarter finns listade i Catalogue of Life.